# Chung kết Cúp Liên đoàn bóng đá Anh 2010
Chung kết cúp liên đoàn bóng đá Anh 2010 là trận chung kết giải Cúp Liên đoàn bóng đá Anh lần thứ 50, một giải bóng đá có 92 câu lạc bộ tham dự bao gồm Premier League và The Football League. Trận đấu này, chơi trên sân Sân vận động Wembley  vào ngày 28 tháng 2 năm 2010, khi đó đương kim vô địch  Manchester United đánh bại Aston Villa với tỷ số 2–1. Aston Villa vươn lên dẫn trước bởi pha đá phạt của James Milner nhưng Michael Owen gỡ hòa cho Manchester United khoảng 7 phút sau đó. Wayne Rooney, người mà thay thế cho Owen bị chấn thương cuối hiệp một mở tỷ số khi thời gian còn lại khoảng 16 phút của trận đấu.
Manchester United bước vào giải đấu với tư cách là nhà đương kim vô địch khi đánh bại Tottenham Hotspur trên chấm phạt đền trong trận chung kết năm 2009. Chiến thắng này giúp họ giành danh hiệu Football League Cup thứ tư, thứ ba của họ trong năm năm và thứ hai liên tiếp, trở thành đội bóng đầu tiên bảo vệ chức vô địch giải đấu kể từNottingham Forest năm 1990. Kết thúc mùa giải, Manchester United lọt vào vòng bảng UEFA Champions League. Chính vì thế, Villa được quyền tham dự Europa League với tư cách là đội á quân ở giải League Cup khi họ chỉ xếp thứ 6  Premier League mùa giải 2009–10.

## Đường đến Wembley
| Manchester United                      | Manchester United                      | Manchester United                      | Vòng đấu     | Aston Villa                      | Aston Villa                      | Aston Villa                      |
| -------------------------------------- | -------------------------------------- | -------------------------------------- | ------------ | -------------------------------- | -------------------------------- | -------------------------------- |
| Manchester United                      | 1–0                                    | Wolverhampton Wanderers                | Vòng 3       | Aston Villa                      | 1–0                              | Cardiff City                     |
| Barnsley                               | 0–2                                    | Manchester United                      | Vòng 4       | Sunderland                       | 0–0 (1–3p)                       | Aston Villa                      |
| Manchester United                      | 2–0                                    | Tottenham Hotspur                      | Vòng 5       | Portsmouth                       | 2–4                              | Aston Villa                      |
| Manchester City                        | 2–1                                    | Manchester United                      | Vòng bán kết | Blackburn Rovers                 | 0–1                              | Aston Villa                      |
| Manchester United                      | 3–1                                    | Manchester City                        | Vòng bán kết | Aston Villa                      | 6–4                              | Blackburn Rovers                 |
| Manchester United thắng 4–3 chung cuộc | Manchester United thắng 4–3 chung cuộc | Manchester United thắng 4–3 chung cuộc | Vòng bán kết | Aston Villa thắng 7–4 chung cuộc | Aston Villa thắng 7–4 chung cuộc | Aston Villa thắng 7–4 chung cuộc |

## Trước trận đấu
Từ năm 2008, Football League Cup được thi đấu trên sân vận động Wembley tại London. Sân vận động này có sức chứa 90,000 khán giả, và mỗi đội được cấp 31,750 chiếc vé. Cả hai câu lạc bộ đã giành những chiếc vé có được để ưu tiên bán cho khán giả mua vé cả mùa.
Bóng được sử dụng trong trận chung kết League Cup năm 2010 là bóng có tên gọi Mitre Revolve. Nó có màu trắng chủ đạo, chấm màu đen và viền màu vàng có dòng chữ "FIFTY", nói lên ý nghĩa kỷ niệm 50 mùa giải League Cup.
Trong tài chính Phil Dowd đến từ Staffordshire được bắt chính trận chung kết League Cup năm 2010. Trong tài này trước đó đã bắt trong trận chung kết FA Cúp 2016 nhưng với cương vị là trọng tài thứ 4. Ông được hỗ trợ bởi hai người trợ lý đó là ông Shaun Procter-Green đến từ Lincolnshire và David Richardson đến từ quận Yorkshire. Bên cạnh đó, trọng tài thứ 4 đó là ông Lee Mason đến từ quận Lancashire..

## Trận đấu

### Lựa chọn đội hình
Aston Villa bước vào trận đấu chỉ có hai cầu thủ chấn thương: tiền đạo Marlon Harewood (bàn chân) và tiền vệ Nigel Reo-Coker (mắt cá chân); mặc dù tiền vệ Stiliyan Petrov đã bỏ lỡ trận đấu trước đó khi bị virus nhưng vẫn góp mặt. Trung vệ James Collins và tiền đạo Emile Heskey của Villa được nghĩ thi đấu tại vòng 5 FA Cup  trước đối thủ Crystal Palace vào ngày 24 tháng 2. Thủ môn Brad Friedel cũng được nghỉ ngơi đó là bằng chứng cho huấn luyện viên Martin O'Neill  sẽ để Friedel bắt chính trong trận chung kết, mặc dù thủ môn dự bị Brad Guzan đã chơi cho Villa ở League Cup từ đầu mùa giải. Hậu vệ Stephen Warnock gặp phải chấn thương cẳng chân vào đầu mùa nhưng anh đã được  nghỉ ngơi hai tuần trước khichơi cho Villa cho ba trận đấu cuối cùng trước trận chung kết.
Manchester United vây quanh bởi chấn thương và án treo giò; tiền vệ Ryan Giggs gãy tay trong trận đấu giữa hai đội 18 ngày trước đó, fbuộc anh phải bỏ lỡ một tháng của mùa giải, trong khi tiền vệ trụ Anderson bị chấn thương dây chằng đầu gối bên trái trong trận gặp Everton và đã loại trừ trong phần còn lại của mùa giải. Hậu vệ Rio Ferdinand dự kiến trở lại trong trận đấu này sau án treo giò 4 trận trong trận đấu với Hull City, nhưng anh bị tái phát chấn thương lưng gặp phải 3 tháng trước đó. Ngoài ra, chấn thương dài hạn của tiền vệ Owen Hargreaves (đầu gối) và hậu vệ John O'Shea (bắp đùi) trong khi đó tiền vệ Nani bị treo giò 3 trận vì có pha vào bóng bằng hai chân với Stiliyan Petrov trong trận đấu giữa United và Villa vào ngày 10 tháng 2.
Aston Villa có đầy đủ đội hình mạnh nhất. Thủ môn Friedel bắt chính thay cho Guzan. Martin O'Neill chọn sơ đồ 4–4–2 với hai tiền đạo Heskey và Agbonlahor được chơi cao nhất. Ashley Young và Stewart Downing là hai cầu thủ chạy cánh. Stephen Warnock được chơi hậu vệ cánh trái và đội trưởng Stiliyan Petrov được chơi ở vị trí tiền vệ trung tâm. Bất ngờ lớn nhất mà huấn luyện viên Alex Ferguson cho  Wayne Rooney trên băng ghế dự bị, tạo cơ hội cho Michael Owen và Dimitar Berbatov chơi cao nhất phía trên 4 tiền vệ. Còn ngạc nhiên hơn khi Ferguson để Tomasz Kuszczak bắt chính thay Edwin van der Sar, người mà được nghỉ ngơi vào giữa tuần. Trước đó, Rooney gặp chấn thương đầu gối nhỏ và phải dự bị như biện pháp phòng ngừa.

### Tóm lược trận đấu

#### Hiệp 1
Aston Villa bắt đầu trận đấu một cách nhanh chóng, kiếm được một quả phạt trực tiếp ở bên cánh trái trước khi vượt lên dẫn trước với một quả phạt đền ở phút thứ 5; Gabriel Agbonlahor bị trung vệ Nemanja Vidić của United kéo ngã trong vòng cấm. Trọng tài Phil Dowd chỉ tay vào chấm phạt đền ngay lập tức nhưng không rút thẻ đỏ dành cho Vidić. James Milner đánh lừa được thủ mônTomasz Kuszczak đưa bóng vào lưới bên phải khung thành.
Manchester United gỡ hòa sau tình huống sai lầm của trung vệ Richard Dunne. Dimitar Berbatov cướp bóng trong chân của Dunne ở nữa phần sân của Aston Villa và dóc bóng về khung thành; mặc dù Dunne tắc bóng thành công trong chân của Berbatov nhưng tiền đạo Michael Owen có mặt kịp thời để sút nhanh vào bên trái khung thành của thủ môn Brad Friedel. Milner có cơ hội để nâng tỷ số lên con số 2 khi tung cú sút xa từ ngoài vòng cấm nhưng thủ môn Kuszczak xuất sắc cản phá bằng cả hai tay.
Vào cuối hiệp một, Owen bị một chấn thương gân kheo khi đóc bóng vào khu cấm đại của Aston Villa; Wayne Rooney vào sân để thay thế anh ở phút thứ 41.  Park Ji-sung suýt nữa đã đưa Manchester United vươn lên dẫn trước ở cuối hiệp một, tuy nhiên trung vệ James Collins đã cản phá thành công cú sút của  Park Ji-sung sau đường căng ngang vào trong của cầu thủ chạy cánh Antonio Valencia.

#### Hiệp hai
Michael Carrick có cơ hội ghi bàn ở phút thứ 49, anh buộc thủ môn Friedel phải cản phá ra khung thành. Mãi đến phút 74 United mới vươn lên dẫn trước khi Rooney đánh bại Friedel với 1 quả đánh đầu; Berbatov nhận thấy Valencia xâm nhập vòng cấm bên cánh phải và anh đánh gót tinh tế cho valencia, cầu thủ quốc tế Ecuador thực hiện 1 cú treo bóng như đặt cho tiền đạo Rooney, Rooney chiến thắng Collins trong pha đánh đầu để ghi bàn thứ 28 trong mùa giải.
Villa tìm kiếm cơ hội san bằng tỷ số khi tung tiền đạo John Carew thay thế cho hậu vệ cánh phải người Tây Ban Nha đó là Carlos Cuellar với 10 phút còn lại và Carew phát huy tác dụng ngay lập tức; Stewart Downing treo bóng từ cánh phải, Carew thu hút các hậu vệ Manchester United và Vidić theo kèm Heskey tuy nhiên bóng đập vai tiền đạo này dội cột dọc. Dunne có cơ hội cân bằng tỷ số khi đánh đầu từ đường chuyền chéo cánh của Downing bên cánh phải và bóng đập cột dọc. United thủ hòa trong 4 phút bù giờ còn lại, đội đầu tiên giữ League Cup kể từ Nottingham Forest vào năm 1990 và lần đầu tiên họ đã giữ lại một danh hiệu cúp trong lịch sử của họ.

### Diễn biến trận đấu
| Aston Villa       | 1–2    | Manchester United     |
| ----------------- | ------ | --------------------- |
| Milner 5' (ph.đ.) | Report | Owen 12' · Rooney 74' |

| Aston Villa | Manchester United |

| GK               | 1  | Brad Friedel        |     |     |
| RB               | 24 | Carlos Cuéllar      |     | 80' |
| CB               | 29 | James Collins       | 11' |     |
| CB               | 5  | Richard Dunne       |     |     |
| LB               | 25 | Stephen Warnock     |     |     |
| RM               | 7  | Ashley Young        |     |     |
| CM               | 8  | James Milner        |     |     |
| CM               | 19 | Stiliyan Petrov (c) |     |     |
| LM               | 6  | Stewart Downing     | 18' |     |
| CF               | 11 | Gabriel Agbonlahor  |     |     |
| CF               | 18 | Emile Heskey        |     |     |
| Dự bị:           |    |                     |     |     |
| GK               | 22 | Brad Guzan          |     |     |
| DF               | 2  | Luke Young          |     |     |
| DF               | 23 | Habib Beye          |     |     |
| MF               | 4  | Steve Sidwell       |     |     |
| MF               | 16 | Fabian Delph        |     |     |
| FW               | 10 | John Carew          |     | 80' |
| FW               | 14 | Nathan Delfouneso   |     |     |
| Huấn luyện viên: |    |                     |     |     |
| Martin O'Neill   |    |                     |     |     |

| GK                | 29 | Tomasz Kuszczak  |     |     |
| RB                | 21 | Rafael           |     | 66' |
| CB                | 15 | Nemanja Vidić    | 68' |     |
| CB                | 23 | Jonny Evans      |     |     |
| LB                | 3  | Patrice Evra (c) | 41' |     |
| RM                | 25 | Antonio Valencia |     |     |
| CM                | 16 | Michael Carrick  |     |     |
| CM                | 24 | Darren Fletcher  |     |     |
| LM                | 13 | Park Ji-Sung     |     | 85' |
| CF                | 9  | Dimitar Berbatov |     |     |
| CF                | 7  | Michael Owen     |     | 42' |
| Dự bị:            |    |                  |     |     |
| GK                | 12 | Ben Foster       |     |     |
| DF                | 2  | Gary Neville     |     | 66' |
| DF                | 6  | Wes Brown        |     |     |
| MF                | 18 | Paul Scholes     |     |     |
| MF                | 28 | Darron Gibson    |     | 85' |
| FW                | 10 | Wayne Rooney     |     | 42' |
| FW                | 32 | Mame Biram Diouf |     |     |
| Huấn luyện viên:  |    |                  |     |     |
| Sir Alex Ferguson |    |                  |     |     |

| Điều khiển trận đấu - Trợ lý trọng tài: - Shaun Procter-Green (Lincolnshire) - David Richardson (West Yorkshire) - Trọng tài thứ 4: Lee Mason (Lancashire) Cầu thủ xuất sắc nhất trận đấu - Antonio Valencia (Manchester United) | Điều lệ trận đấu - 90 phút. - 30 phút hiệp phụ nếu kết quả hòa. - Sút luân lưu 11m nếu hòa sau hiệp phụ. - 7 cầu thủ dự bị. - Tối đa là 3 thay thế. |

### Thống kê
| Thống kê       | Aston Villa | Manchester United |
| -------------- | ----------- | ----------------- |
| Bàn thắng      | 1           | 2                 |
| Tổng cú sút    | 10          | 18                |
| Sút trúng đích | 3           | 9                 |
| Kiểm soát bóng | 50%         | 50%               |
| Đá phạt góc    | 4           | 5                 |
| Phạm lỗi       | 10          | 11                |
| Việt vị        | 5           | 4                 |
| Thẻ vàng       | 2           | 2                 |
| Thẻ đỏ         | 0           | 0                 |

Nguồn: BBC Sport